# BMW R 80 RT
Die BMW R 80 RT war ein Motorradmodell des Herstellers BMW mit einem Zweizylinder-Viertakt-Boxermotor mit 797 cm³ Hubraum und Kardanantrieb zum Hinterrad. Sie wurde von 1982 bis 1995 gebaut, insgesamt 29.384 Stück. Als Tourenmotorrad (RT für Touring) war sie mit einer ausladenden Vollverkleidung mit hoher Windschutzscheibe ausgestattet. Der Motor mit 37 kW (50 PS) Leistung stammte aus der BMW R 80/7.

## Modell 1982 bis 1984

R 80 RT Modell 1982

Die Modelljahrgänge 1982 bis 1984 waren im Wesentlichen eine abgespeckte Version der „größeren Schwester“ R 100 RT, d. h. der Motor wurde in den Rahmen der R 100 RT eingebaut. Die Unterschiede zur R 100 RT waren unter anderem folgende:
- Einfarbige Lackierung (ohne die typischen ins Schwarze verlaufenden Kanten)
- Zylinderkopfdeckel nicht lackiert
- Zylinderschutzbügel nur als Sonderzubehör
- Uhr und Voltmeter nur als Sonderzubehör
- Kofferhalter nur als Sonderzubehör.
- Trommelbremse statt Scheibenbremse am Hinterrad

Von diesem Modell wurden 7.315 Stück gebaut.

## Modell Monolever 1984 bis 1995

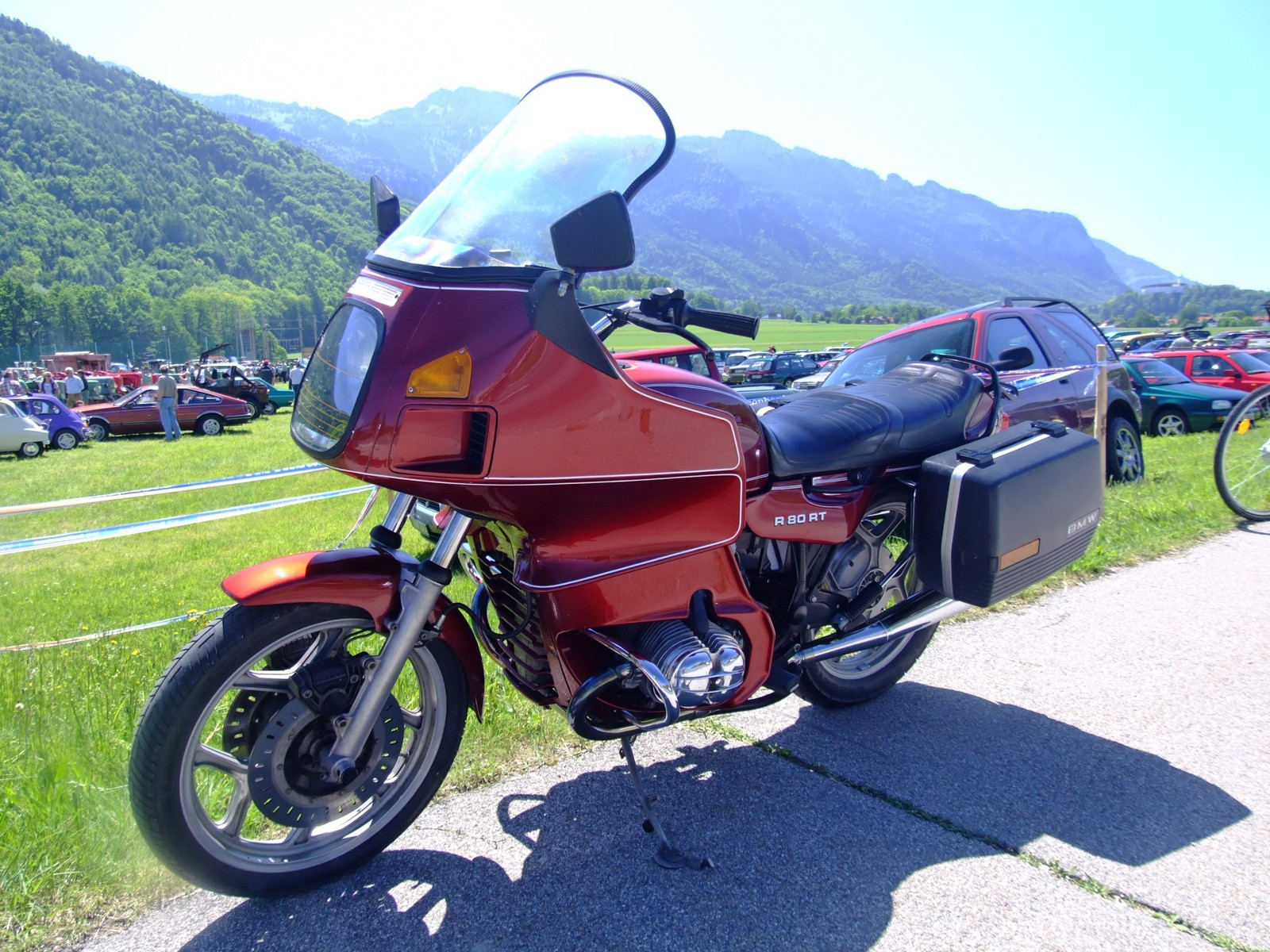
Eine R 80 RT mit Monolever

Die Modelle ab dem Modelljahr 1984 (manchmal als R 80 RT/2 bezeichnet) hatten statt der Hinterradschwinge eine Monolever genannte Einarmschwinge und ein 18-Zoll-Vorderrad. Außerdem wurde das Design wesentlich überarbeitet, vor allem die Aluminium-Filigranguss-Räder, aber auch das Heck mit Sitzbank, Heckbürzel und Seitendeckel.
Von diesem Modell wurden 22.069 Stück gebaut.

## Technische Daten
|                             | R 80 RT                                                               | R 80 RT Monolever                                                     |
| --------------------------- | --------------------------------------------------------------------- | --------------------------------------------------------------------- |
| Bauzeit                     | 1982–1984                                                             | 1984–1995                                                             |
| Motor                       |                                                                       |                                                                       |
| Motorart                    | Viertakt, Zweizylinder-Boxermotor, luftgekühlt                        | Viertakt, Zweizylinder-Boxermotor, luftgekühlt                        |
| Bohrung × Hub               | 84,8 × 70,6 mm                                                        | 84,8 × 70,6 mm                                                        |
| Hubraum                     | 797,5 cm³                                                             | 797,5 cm³                                                             |
| Leistung                    | 50 PS (37 kW) bei 6500 min−1                                          | 50 PS (37 kW) bei 6500 min−1                                          |
| Max. Drehmoment             | 59 Nm bei 3500 min−1                                                  | 58 Nm bei 4000 min−1                                                  |
| Verdichtungsverhältnis      | 8,2 : 1                                                               | 8,2 : 1                                                               |
| Ventile                     | je 2, hängend, Ventilsteuerung über Stößel, Stoßstangen und Kipphebel | je 2, hängend, Ventilsteuerung über Stößel, Stoßstangen und Kipphebel |
| Gemischaufbereitung         | 2 Gleichdruckvergaser Bing V 64/32/305 - 64/32/306                    | 2 Gleichdruckvergaser Bing V 64/32/353 - 64/32/354                    |
| Motorschmierung             | Nasssumpf                                                             | Nasssumpf                                                             |
| Kraftübertragung            |                                                                       |                                                                       |
| Kupplung                    | Einscheiben, trocken, mit übersetzter Tellerfeder                     | Einscheiben, trocken, mit übersetzter Tellerfeder                     |
| Schaltung                   | Klauenschaltung (Ratschenfußschaltung) mit 5 Gängen                   | Klauenschaltung (Ratschenfußschaltung) mit 5 Gängen                   |
| Getriebeübersetzung         | 4,4 / 2,86 / 2,07 / 1,67 / 1,50 :1                                    | 4,4 / 2,86 / 2,07 / 1,67 / 1,50 :1                                    |
| Vorgelegeübersetzung        | 2,07                                                                  | 2,07                                                                  |
| Hinterradübersetzung        | 1 : 3,36                                                              | 1 : 3,36                                                              |
| Kardanübersetzung           | Kegel- / Tellerrad 11 / 37 Zähne                                      | Kegel- / Tellerrad 11 / 37 Zähne                                      |
| Elektrische Anlage          |                                                                       |                                                                       |
| Zündung                     | Kontaktlose elektronische Zündung (Bosch)                             | Kontaktlose elektronische Zündung (Bosch)                             |
| Lichtmaschine               | Bosch 280 W                                                           | Bosch 280 W                                                           |
| Anlasser                    | Bosch 700 W                                                           | Bosch 700 W                                                           |
| Zündkerze                   | Bosch W 7 D / Beru 14 - 7 D / Champion N 10 Y                         | Bosch W 7 DC / Beru 14 - 7 DU / Champion N 9 YC                       |
| Fahrwerk                    |                                                                       |                                                                       |
| Rahmen                      | Doppelschleifen-Stahlrohrrahmen, angeschraubtes Heckteil              | Doppelschleifen-Stahlrohrrahmen, angeschraubtes Heckteil              |
| Vorderradfederung           | Teleskopgabel mit hydraulischen Stoßdämpfern                          | Teleskopgabel mit hydraulischen Stoßdämpfern                          |
| Hinterradfederung           | Doppelarmschwinge mit 2 Federbeinen                                   | BMW Monolever (Einarmschwinge)                                        |
| Federweg vorn / hinten      | 200 / 125 mm                                                          | 175 / 121 mm                                                          |
| Felge vorn                  | Aluminium Filigranguss 2,15 B x 19                                    | Aluminium Filigranguss MTH 2,5 × 18 E                                 |
| Felge hinten                | Aluminium Filigranguss 2,50 B x 18                                    | Aluminium Filigranguss MTH 2,5 × 18 E                                 |
| Bereifung vorn              | 3,25 S 19                                                             | 90/90 18 51 H                                                         |
| Bereifung hinten            | 4,00 S 18                                                             | 120/90 18 65 H                                                        |
| Bremsen vorn                | Doppelscheibenbremse Ø 260 mm                                         | Einscheibenbremse Ø 285 mm                                            |
| Bremsen hinten              | Simplex-Trommelbremse (Ø 200 mm)                                      | Simplex-Trommelbremse (Ø 200 mm)                                      |
| Maße und Gewichte           |                                                                       |                                                                       |
| Länge × Breite × Höhe       | 2210 mm × 746 mm × 1495 mm                                            | 2175 mm × 960 mm × 1478 mm                                            |
| Radstand                    | 1465 mm                                                               | 1447 mm                                                               |
| Bodenfreiheit               | 130 mm                                                                | 140 mm                                                                |
| Tankinhalt                  | 24,0 l, davon 2 Liter Reserve                                         | 22,0 l, davon 2 Liter Reserve                                         |
| Leergewicht (vollgetankt)   | 230 kg                                                                | 227 kg                                                                |
| Zulässiges Gesamtgewicht    | 440 kg                                                                | 440 kg                                                                |
| Kraftstoffverbrauch         | 5,5 l/100 km (bei konstant 90 km/h)                                   | 4,8 l/100 km (bei konstant 90 km/h)                                   |
| Beschleunigung 0 – 100 km/h | 7,1 s                                                                 | 6,4 s                                                                 |
| Höchstgeschwindigkeit       | 161 km/h                                                              | 170 km/h                                                              |